# Ferrocarril Tudela-Tarazona
La línea de ferrocarril Tudela-Tarazona, conocida también como Tarazonica o Escachamatas, era de vía métrica y luego de ancho ibérico. Actualmente está reconvertida en la vía verde del Tarazonica.

## Historia
Las compañías ferroviarias Tudela a Bilbao y Barcelona a Zaragoza y Pamplona tenían interés en construir una vía que uniera Tudela con Tarazona, pero en 1878 atravesaban una mala situación económica y terminaron siendo absorbidas por la Compañía de los Caminos de Hierro del Norte de España.
La concesión sin subvención fue ecdida el 13 de agosto de 1882 y autorizada el 26 de junio de 1883 a «Norte», aunque organismos públicos y ciudadanos recaudaron 237 000 pesetas, rebajando el coste de la línea a 1.200.000 pesetas.

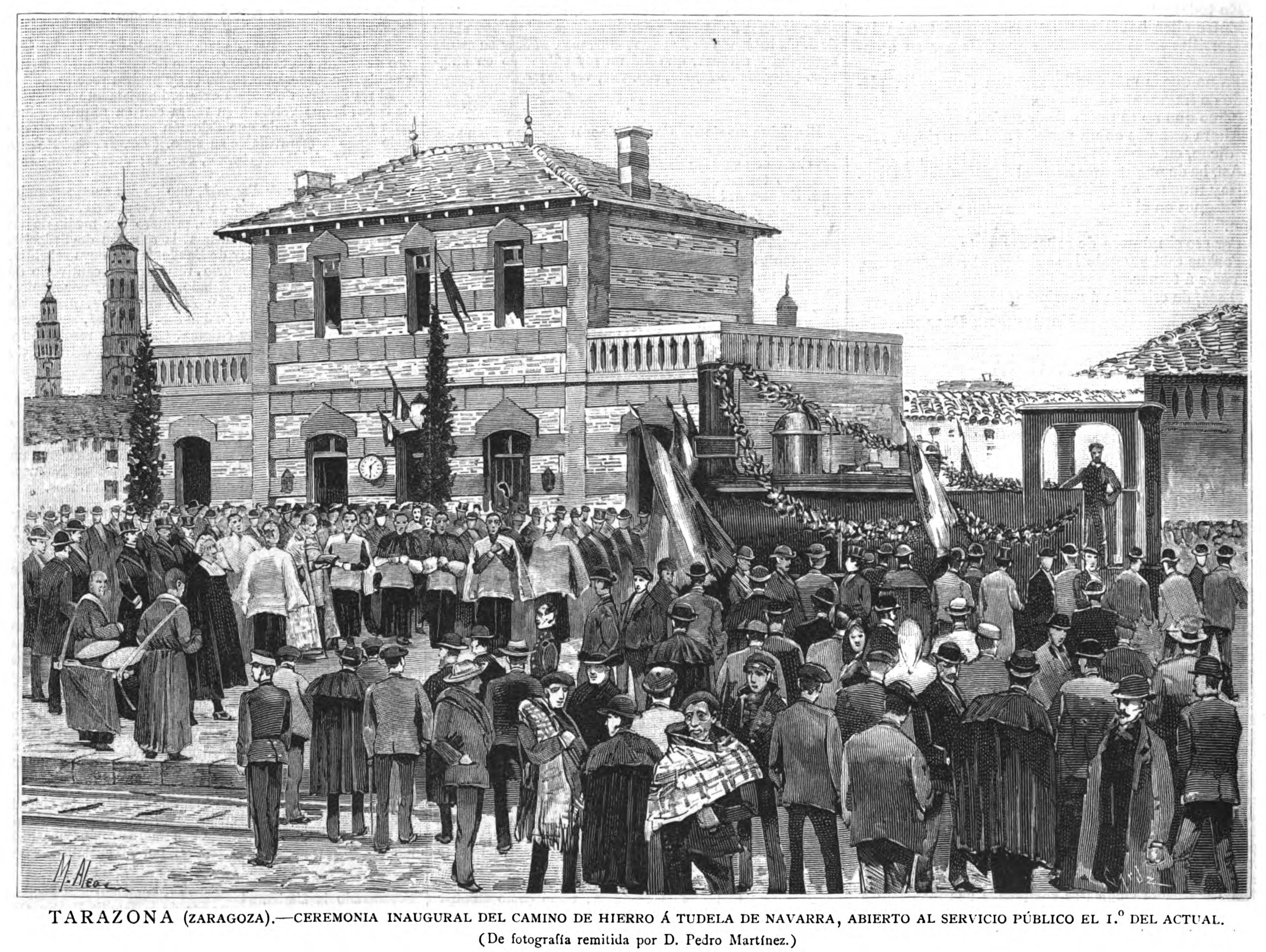
Tarazona. Ceremonia inaugural del camino de hierro a Tudela, abierto al servicio público el 1 de enero de 1886.

La fecha de inauguración oficial de la línea fue el 31 de diciembre de 1885 y el 1 de enero de 1886 empezó a dar servicio. El tren era lento e ineficiente, como muchos otros de sus características. Esta línea tuvo varios proyectos de alargar el recorrido, como el electrificar la línea y llegar a Moncayo, o el alargar la línea hasta las vías del Central de Aragón en Calatayud para hacer una conexión más rápida entre Irún y Valencia.
En 1941, a la sombra de la nacionalización del ferrocarril en España, la línea pasó a estar operada por el organismo de Explotación de Ferrocarriles por el Estado. En 1946 se proyectó el cambio del trazado a vía de ancho ibérico —idea que venía ya de un informe de 1928—, por lo que en 1951 se cerró la línea durante un año. Esta sería reinaugurada nuevamente en julio de 1952, siendo además transferida a la Red Nacional de los Ferrocarriles Españoles (RENFE). Pero el ferrocarril continuó sin ser rentable y se cerró definitivamente el 31 de diciembre de 1972. La vía fue levantada en 1995 para la construcción de la Vía verde del Tarazonica.

## Trazado
La línea comenzaba en la estación de Tudela, donde partía hacia Tarazona. A los 6 km, llegaba a la estación de Murchante, que dista dos kilómetros de la población. Continúa frente a las ruinas del despoblado de Urzante para alcanzar la estación de Cascante, y más adelante se llega a la antigua estación de Tulebras.
Ya en territorio aragonés, la ruta llega a las estaciones de Malón, una del ferrocarril de vía estrecha y otra del de vía ancha. Tras pasar el apeadero de Vierlas, que nunca dio servicio, la vía llega a los 22 km de su recorrido, que finaliza en la estación de Tarazona.

## Material móvil
El parque motor original de la línea incluía dos locomotoras de vapor, el mínimo que exigía la legislación.
- La Tarazona (0-3-0-T), fabricada por Couillet en 1884
- La Cascante (0-3-0-T), fabricada por Couillet en 1884.

A estas se añadió poco después una tercera:
- De nombre desconocido, (0-3-0-T), fabricada por Couillet en 1886.

En 1933, el parque motor se amplió con la adquisición de tres automotores térmicos de tipo Zaragoza, fabricados por Carde y Escoriaza.